# Jazz West Records
Jazz West Records war ein US-amerikanisches Jazz-Plattenlabel, das als Sublabel von Aladdin Mitte der 1950er Jahre bestand.
Erste Veröffentlichungen des Labels waren zwei 25-cm-Langspielplatten (10-inch) von Jack Sheldon (Get Out of Town) im Jahr 1955. Auf Jazz West erschienen dann bis 1957 weitere LPs im 12-inch-Format, u. a. Aufnahmen des Jack Sheldon Quintetts mit Zoot Sims (1955), von Kenny Drew senior (Talkin’ and Walkin’, 1955),  Paul Chambers (Chambers’ Music, 1956), des Lawrence Marable Quartetts mit James Clay (Tenormen, 1956) und das Album The Return of Art Pepper (1956).